# Man Against Machine
Man Against Machine è il decimo album discografico in studio del cantante country statunitense Garth Brooks, pubblicato nel 2014. L'album è stato certificato platino in USA.

## Tracce
1. Man Against Machine – 5:17 (Garth Brooks, Larry Bastian, Jenny Yates)
2. She's Tired of Boys – 5:08 (Brooks, Amanda Williams)
3. Cold Like That – 5:06 (Steven Lee Olsen, Melissa Peirce, Chris Wallin)
4. All-American Kid – 4:28 (Craig Campbell, Brice Long, Terry McBride)
5. Mom – 4:03 (Don Sampson, Wynn Varble)
6. Wrong About You – 1:56 (Adam Wright)
7. Rodeo and Juliet – 2:25 (Brooks, Bryan Kennedy)
8. Midnight Train – 5:20 (Melissa Pierce, Matthew A. Rossi)
9. Cowboys Forever – 3:47 (Dean Dillon, John Martin, Varble)
10. People Loving People – 3:39 (Busbee, Lee Thomas Miller, Wallin)
11. Send 'Em On Down the Road – 4:15 (Marc Beeson, Allen Shamblin)
12. Fish – 4:36 (Wallin, Varble)
13. You Wreck Me – 4:05 (Kevin Kadish, Stephanie Bentley, Dan Muckala)
14. Tacoma – 3:47 (Bob DiPiero, Caitlyn Smith)